# Pro Patria Gallaratese G.B. 2001-2002
Questa voce raccoglie le informazioni riguardanti la Pro Patria Gallaratese G.B. nelle competizioni ufficiali della stagione 2001-2002.

## Stagione
Nella stagione 2001-2002 la Pro Patria disputa il girone A del campionato di Serie C2, raccoglie 53 punti che valgono il quarto posto. Dopo un girone di andata iniziato con tre pareggi e chiuso con 33 punti al secondo posto dietro l'Alessandria, la Pro Patria all'inizio del girone di ritorno perde punti, e alla 22ª giornata, a seguito della sconfitta (3-1) subita a Meda, avviene il cambio in panchina tra Gianfranco Motta e Carlo Muraro, che vince ad Alessandria e risale al terzo posto. La stagione regolare si chiude con la promozione diretta dell'Alessandria e con i tigrotti che si prendono il 4º posto, che vale gli spareggi promozione. Nei play-off incontra prima il Novara in semifinale, pareggiando l'andata (1-1) a Busto Arsizio e vincendo a Novara (1-2) grazie a una doppietta di Stefano Dall'Acqua; poi nelle finali trova la Sangiovannese, che batte (1-0) sia in Toscana che nel ritorno allo Speroni, un'impresa dei bustocchi, che significa il ritorno in Serie C1 della Pro Patria, a distanza di venti anni. Miglior marcatore stagionale Stefano Dall'Acqua autore di 15 reti, 2 in Coppa Italia e 13 in campionato. Nella Coppa Italia di Serie C ad agosto la Pro Patria disputa il girone A di qualificazione, che ha promosso ai sedicesimi la Biellese.

## Divise e sponsor
Lo sponsor tecnico per la stagione 2001-2002 è Lotto; sulla maglia vi è come sponsor principale "La Fenice Assicurazioni", mentre come sponsor secondario "Faciba Planet".
La prima maglia resta la classica biancoblu; la seconda maglia è blu scura, con una banda biancoblu sul petto.
| 1ª maglia | 2ª maglia |

## Organigramma societario
| Staff dell'area amministrativa - Alberto Armiraglio - Presidente - Roberto Vender - Amministratore Delegato - Riccardo Guffanti - Direttore Generale - Saverio Granato - Segretario - Andrea Pellegatta - Segretario - Giovanni Cortinovis - Addetto stampa | Staff dell'area tecnica - Gianfranco Motta, dalla 22ª giornata Carlo Muraro - Allenatori - Maurizio Fanchini - Preparatore Atletico - Gianluca Castiglioni - Medico sociale - Massimo Besnati - Medico sociale - Giovanni Guberti - Massaggiatore - Francesco Varliero - Massaggiatore |

## Rosa
| N. |                   | Ruolo | Calciatore            |
| -- | ----------------- | ----- | --------------------- |
|    | Italia (bandiera) | P     | Massimiliano Caniato  |
|    | Italia (bandiera) | P     | Andrea Capelletti     |
|    | Italia (bandiera) | P     | Luca Sgroni           |
|    | Italia (bandiera) | D     | Vanni Chiarotto       |
|    | Italia (bandiera) | D     | Lorenzo Cresta        |
|    | Italia (bandiera) | D     | Carmelo Dato          |
|    | Italia (bandiera) | D     | Jacopo Mariani        |
|    | Italia (bandiera) | D     | Emanuele Pennacchioni |
|    | Italia (bandiera) | D     | Luca Salvalaggio      |
|    | Italia (bandiera) | D     | Silvio Toniolo        |
|    | Italia (bandiera) | D     | Marco Zaffaroni       |
|    | Italia (bandiera) | C     | Filippo Antonelli     |

| N. |                   | Ruolo | Calciatore          |
| -- | ----------------- | ----- | ------------------- |
|    | Italia (bandiera) | C     | Giovanni Arioli     |
|    | Italia (bandiera) | C     | Marco Asara         |
|    | Italia (bandiera) | C     | Riccardo Colombo    |
|    | Italia (bandiera) | C     | Simone Erba         |
|    | Italia (bandiera) | C     | Piero Ferraresso    |
|    | Italia (bandiera) | C     | Antonio Manicone    |
|    | Italia (bandiera) | C     | Giuseppe Scienza    |
|    | Italia (bandiera) | C     | Carlo Trezzi        |
|    | Italia (bandiera) | A     | Stefano Dall'Acqua  |
|    | Italia (bandiera) | A     | Federico Piovaccari |
|    | Italia (bandiera) | A     | Tommaso Porfido     |
|    | Italia (bandiera) | A     | Giancarlo Romairone |

## Risultati

### Campionato

#### Girone di andata
| Arbitro: | Ongaro (Rovigo) |

|             |           |                |
| Zamboni 69’ | Marcatori | 29’ Dall'Acqua |

| Arbitro: | Angiuoni (Oristano) |

|                |           |                 |
| Dall'Acqua 33’ | Marcatori | 41’ Sanfratello |

| Arbitro: | Nappi (Napoli) |

|                           |           |                       |
| Garfagnini 48’ Felici 59’ | Marcatori | 35’, 90+1’ Dall'Acqua |

| Arbitro: | Herberg (Messina) |

|                               |           |  |
| Dall'Acqua 43’ Ferraresso 84’ | Marcatori |  |

| Arbitro: | Masin (Cervignano del Friuli) |

|               |           |                |
| Andorno 90+4’ | Marcatori | 64’ Dall'Acqua |

| Arbitro: | Velotto (Grosseto) |

|                                |           |  |
| Ferraresso 29’ Salvalaggio 54’ | Marcatori |  |

| Arbitro: | Caristia (Siracusa) |

|                      |           |                     |
| Zaffaroni 41’ (aut.) | Marcatori | 24’, 79’ Dall'Acqua |

| Busto Arsizio 21 ottobre 2001 8ª giornata | Pro Patria              | 0 – 0 | Prato | Stadio Carlo Speroni\| Arbitro: \| Zanzi (Lugo di Romagna) \| |
| Arbitro:                                  | Zanzi (Lugo di Romagna) |       |       |                                                               |

| Arbitro: | Latella (Potenza) |

|  |           |                 |
|  | Marcatori | 90+2’ Romairone |

| Arbitro: | Bergonzi (Genova) |

|                                |           |             |
| Ferraresso 47’ Chiarotto 90+4’ | Marcatori | 35’ Murgita |

| Firenze 11 novembre 2001 11ª giornata | Rondinella           | 0 – 0 | Pro Patria | Stadio Due Strade\| Arbitro: \| Padovan (Conegliano) \| |
| Arbitro:                              | Padovan (Conegliano) |       |            |                                                         |

| Arbitro: | Santucci (Reggio Calabria) |

|                            |           |  |
| Dall'Acqua 15’ Porfido 89’ | Marcatori |  |

| Arbitro: | Marti (Modena) |

|  |           |                  |
|  | Marcatori | 90+1’ Dall'Acqua |

| Arbitro: | Mariuzzo (Venezia) |

|               |           |                             |
| Taribello 72’ | Marcatori | 20’ Chiarotto 84’ Zaffaroni |

| Arbitro: | Ciampi (Roma) |

|               |           |               |
| Zaffaroni 56’ | Marcatori | 5’ M. Rossini |

| Sesto San Giovanni 15 dicembre 2001 16ª giornata | Pro Sesto          | 0 – 0 | Pro Patria | Stadio Ernesto Breda\| Arbitro: \| Niccolai (Livorno) \| |
| Arbitro:                                         | Niccolai (Livorno) |       |            |                                                          |

| Arbitro: | Brighi (Cesena) |

|           |           |              |
| Cresta 5’ | Marcatori | 49’ Scipione |

#### Girone di ritorno
| Arbitro: | Bianchi (Lucca) |

|  |           |              |
|  | Marcatori | 59’ Morabito |

| Arbitro: | Sacco (Civitavecchia) |

|           |           |  |
| Biagi 81’ | Marcatori |  |

| Arbitro: | Padovan (Conegliano) |

|               |           |            |
| Romairone 27’ | Marcatori | 56’ Buglio |

| Arbitro: | Celi (Bari) |

|                                      |           |                   |
| Zago 68’ Matarrese 84’ Valenti 90+1’ | Marcatori | 53’ (aut.) Goisis |

| Arbitro: | Benedetti (Vicenza) |

|                                          |           |             |
| Scienza 31’ Ferraresso 36’ Romairone 87’ | Marcatori | 68’ Araboni |

| Cremona 10 febbraio 2002 23ª giornata | Cremonese           | 0 – 0 | Pro Patria | Stadio Giovanni Zini\| Arbitro: \| Caristia (Siracusa) \| |
| Arbitro:                              | Caristia (Siracusa) |       |            |                                                           |

| Arbitro: | Battistella (Conegliano) |

|                    |           |           |
| Romairone 59’, 71’ | Marcatori | 79’ Guida |

| Arbitro: | Capozzi (Vicenza) |

|                       |           |                 |
| Padoin 70’ Lugnan 78’ | Marcatori | 90+2’ Romairone |

| Arbitro: | Finazzi (Torino) |

|                                      |           |  |
| Dall'Acqua 16’ Pennacchioni 59’, 71’ | Marcatori |  |

| Arbitro: | Santucci (Reggio Calabria) |

|            |           |                          |
| Spader 84’ | Marcatori | 15’ Arioli 49’ Zaffaroni |

| Arbitro: | Castagneri (Torino) |

|                    |           |                |
| Romairone 57’, 64’ | Marcatori | 46’ De Bartolo |

| Viareggio 30 marzo 2002 29ª giornata | Viareggio                | 0 – 0 | Pro Patria | Stadio dei Pini\| Arbitro: \| P.S. Mazzoleni (Bergamo) \| |
| Arbitro:                             | P.S. Mazzoleni (Bergamo) |       |            |                                                           |

| Arbitro: | P.C. Rossi (Forlì) |

|  |           |            |
|  | Marcatori | 57’ Ligori |

| Busto Arsizio 14 aprile 2002 31ª giornata | Pro Patria        | 0 – 0 | Legnano | Stadio Carlo Speroni\| Arbitro: \| Damato (Barletta) \| |
| Arbitro:                                  | Damato (Barletta) |       |         |                                                         |

| Arbitro: | Giordano (Caltanissetta) |

|               |           |  |
| La Cagnina 4’ | Marcatori |  |

| Arbitro: | Poggi (Piombino) |

|                                  |           |                        |
| Salvalaggio 17’ Pennacchioni 35’ | Marcatori | 10’ Putelli 18’ Donghi |

| Arbitro: | Squillace (Catanzaro) |

|                  |           |             |
| Millesi 56’, 77’ | Marcatori | 87’ Porfido |

#### Play-off Semifinali
| Arbitro: | Giannoccaro (Lecce) |

|                 |           |             |
| Salvalaggio 32’ | Marcatori | 14’ Palombo |

| Arbitro: | De Marco (Chiavari) |

|             |           |                     |
| Palombo 89’ | Marcatori | 18’, 55’ Dall'Acqua |

#### Finali
| Arbitro: | Mariuzzo (Venezia) |

|  |           |          |
|  | Marcatori | 17’ Erba |

| Arbitro: | Brighi (Cesena) |

|               |           |  |
| Zaffaroni 79’ | Marcatori |  |

### Coppa Italia Serie C

#### Girone A
| Arbitro: | Ciliberto (Merano) |

|  |           |             |
|  | Marcatori | 50’ Porfido |

| Arbitro: | M. Mazzoleni (Bergamo) |

|                            |           |  |
| Dall'Acqua 36’ Ferrari 60’ | Marcatori |  |

| Arbitro: | Bergonzi (Genova) |

|                              |           |                |
| Cavicchia 10’, 23’, 49’, 62’ | Marcatori | 79’ Dall'Acqua |

| 26 agosto 2001 4ª giornata |  | – Turno di Riposo Pro Patria |  |  |

| Busto Arsizio 29 agosto 2001 5ª giornata | Pro Patria         | 0 – 0 | Pro Vercelli | Stadio Carlo Speroni\| Arbitro: \| Gandolfi (Cremona) \| |
| Arbitro:                                 | Gandolfi (Cremona) |       |              |                                                          |

## Statistiche

### Statistiche di squadra
| Competizione         | Punti | In casa | In casa | In casa | In casa | In casa | In casa | In trasferta | In trasferta | In trasferta | In trasferta | In trasferta | In trasferta | Totale | Totale | Totale | Totale | Totale | Totale | DR  |
| Competizione         | Punti | G       | V       | N       | P       | Gf      | Gs      | G            | V            | N            | P            | Gf           | Gs           | G      | V      | N      | P      | Gf     | Gs     | DR  |
| -------------------- | ----- | ------- | ------- | ------- | ------- | ------- | ------- | ------------ | ------------ | ------------ | ------------ | ------------ | ------------ | ------ | ------ | ------ | ------ | ------ | ------ | --- |
| Serie C2 - Girone A  | 53    | 17      | 8       | 7       | 2       | 24      | 13      | 17           | 5            | 7            | 5            | 15           | 16           | 34     | 13     | 14     | 7      | 39     | 29     | +10 |
| Serie C2 - Playoff   | -     | 2       | 1       | 1       | 0       | 2       | 1       | 2            | 2            | 0            | 0            | 3            | 1            | 4      | 3      | 1      | 0      | 5      | 2      | +3  |
| Coppa Italia Serie C | -     | 2       | 1       | 1       | 0       | 2       | 0       | 2            | 1            | 0            | 1            | 2            | 4            | 4      | 2      | 1      | 1      | 4      | 4      | 0   |
| Totale               | -     | 21      | 10      | 9       | 2       | 28      | 14      | 21           | 8            | 7            | 6            | 20           | 21           | 42     | 18     | 16     | 8      | 48     | 35     | +13 |